# Hope Islands
Hope Islands är öar i Australien. De ligger i delstaten Queensland, omkring 1 500 kilometer nordväst om delstatshuvudstaden Brisbane.